# معركة راج محل
معركة راج محل كانت المعركة التي وقعت بين سلطنة مغول الهند وسلالة كوراني التي حكمت سلطنة البنغال في 1576. المعركة أسفرت عن انتصار حاسم لمغول الهند. خلال المعركة الأخيرة سلطان البنغال، داوود خان كوراني ، تم أسره في وقت لاحق من قبل مغول الهند.